# Hiroto Sese
Hiroto Sese (japanisch 世瀬 啓人 Sese Hiroto; * 20. August 1999 in Kurayoshi) ist ein japanischer Fußballspieler.

## Karriere
Sese erlernte das Fußballspielen in der Jugendmannschaften vom FC Camino und Gainare Tottori. Hier unterschrieb er 2018 auch seinen ersten Profivertrag. Der Verein, der in der Präfektur Tottori beheimatet ist, spielte in der dritten japanischen Liga, der J3 League. Nach 139 Drittligaspielen, in denen er sechs Treffer erzielte, wechselte er im Juli 2024 zum Zweitligisten Fujieda MYFC.